# 苏格兰荣耀
苏格兰荣耀，非正式地称为苏格兰御宝，是苏格兰君主在加冕典礼上穿戴的典礼服饰。苏格兰御宝可追溯至15-16世纪，至今保存在爱丁堡城堡的王冠室，是不列颠群岛现存最古老的御宝。
从1543年的苏格兰玛丽一世到1651年的查理二世，这些宝物用于苏格兰君主的加冕典礼。从1603年的联合法令到1707年的联合，它们呈现在苏格兰议会的会议中，代表君主的存在。权杖用作触碰议会法案的印刷副本，表示御准。1707年英国联合后，这些宝物被锁在爱丁堡城堡的一个箱子里，继续被英国君主用作英国王权之物。它们在1818年被重新发现，从那之后就一直在城堡里公开展出。它们曾用于国事场合，包括1822年乔治四世访问苏格兰，以及1953年伊丽莎白二世以君主身份首次前往苏格兰。在每次苏格兰议会的皇室演讲上，苏格兰王冠都会出现在现场。
苏格兰荣耀包括苏格兰王冠、权杖和宝剑。黄金王冠在苏格兰铸造并保留了当时的模样，可追溯到1540年。宝剑和权杖在意大利铸造，是教皇送给詹姆斯四世的礼物。苏格兰荣耀也以图案的形式出现在苏格兰皇家徽章上：苏格兰皇家红狮佩戴王冠，手持宝剑和权杖。加冕礼袍、一对马刺、一枚戒指和配偶王冠也属于苏格兰典礼服饰的一部分，但都没有保存下来。1633年查理一世用来盛放圣油的黄金壶腹现收藏在苏格兰国立博物馆。
爱丁堡城堡的王冠室还藏有斯昆石、镀银魔杖、17世纪的斯图尔特珠宝（于1830年收藏），以及由路易丝公主（阿盖尔公爵夫人）在1939年遗赠给苏格兰的洛恩珠宝。

## 历史

### 早期历史

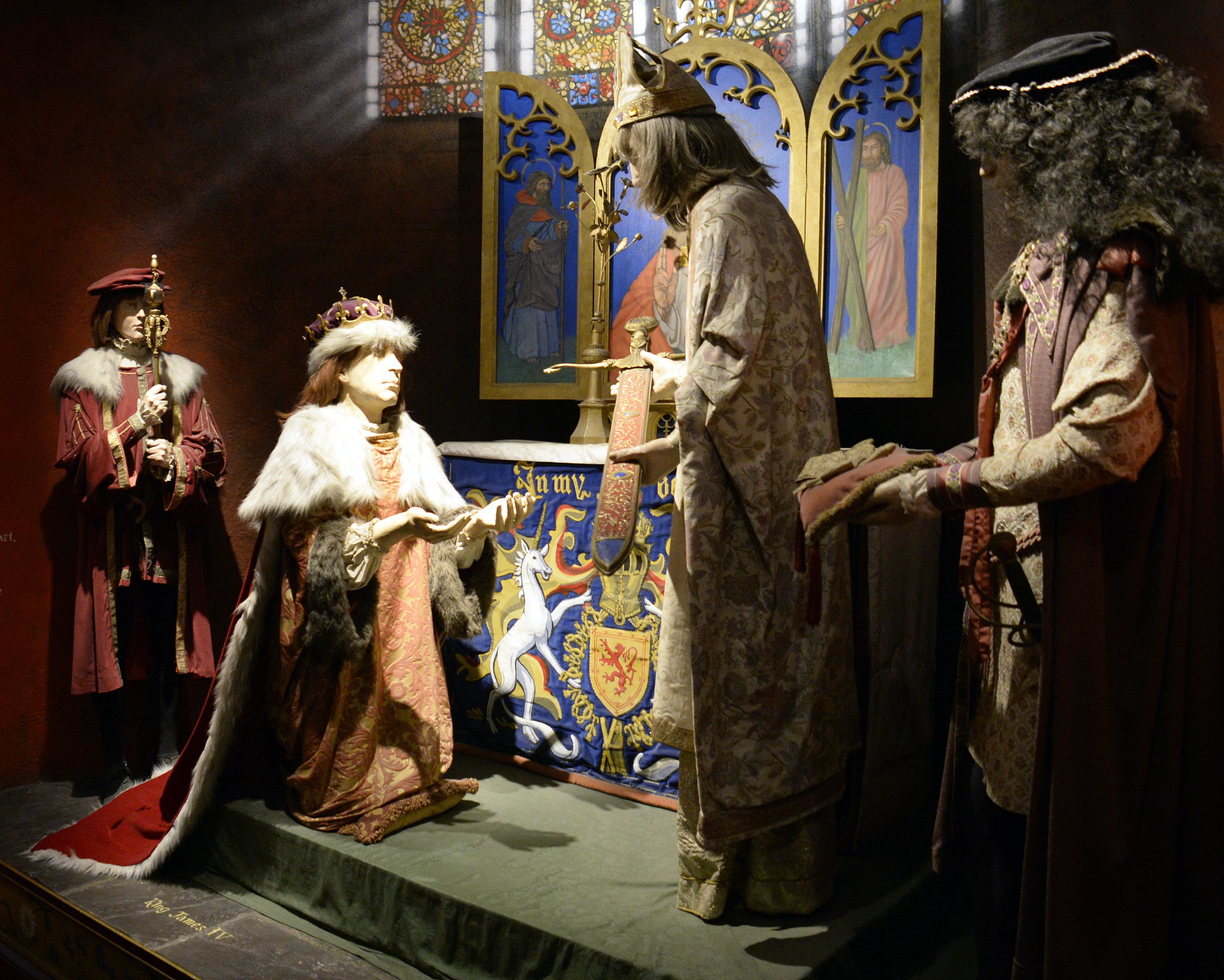
1507年，在爱丁堡城堡，詹姆斯四世与他的典礼服饰。

苏格兰国王佩戴“权威象征”最早的记录是对埃德加国王（1097-1107年在位）的描述。国玺上印有其佩戴宝剑和权杖的图案。埃德加国王的兄弟，亚历山大一世所持的代表神圣王权的十字圣球，实际上并不是苏格兰王权典礼服饰的一部分。在约翰·巴利奥统治时期，王权服饰由王冠、权杖、宝剑和戒指组成。1296年英格兰入侵后，苏格兰君主佩戴和加冕使用的王权服饰和斯昆石被英格兰军队夺取，并一路向南被带到伦敦。
在随后的加冕礼上，人们制作了新的王冠，并在16世纪逐渐被现在的一套荣耀服饰所取代——包括约翰·莫斯曼（John Mosman）在苏格兰铸造的王冠，以及在意大利铸造并作为教皇礼物送给苏格兰君主的一把宝剑和一根权杖。1539年为詹姆斯五世的妻子玛丽·德·吉斯制作的一顶配偶王冠则没有流传下来。
1543年，苏格兰女王玛丽首次同时使用君主的典礼服饰。到16世纪下半叶，它们在苏格兰议会中代表皇家权威，当君主（或君主的一名专员）用皇家权杖触及议会法案时，议会法案就获得了御准。

### 17至18世纪

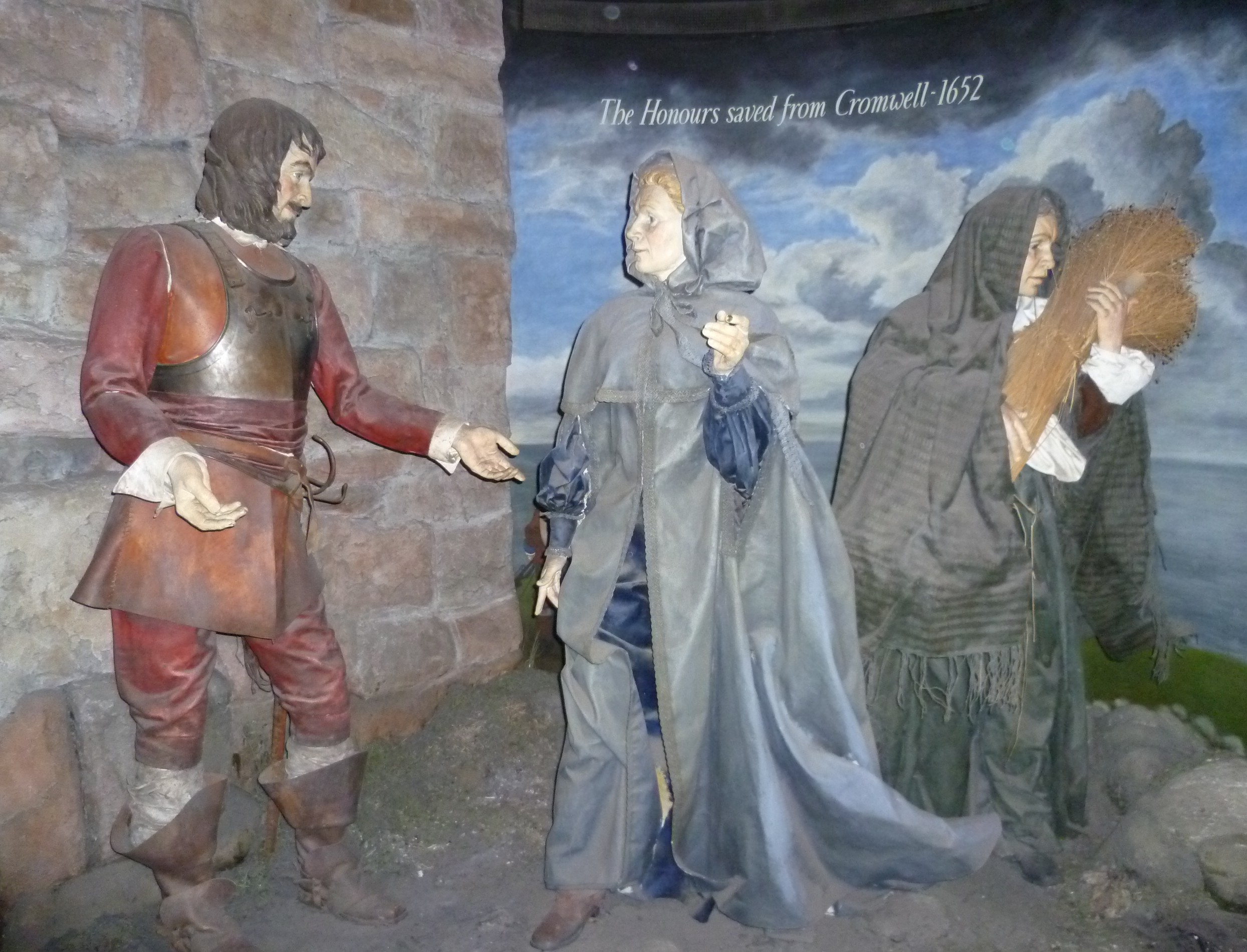
在爱丁堡城堡：从奥利弗·克伦威尔手中拯救苏格兰荣耀。

从1603年的联合法令到1707年的联合，苏格兰荣耀被带到苏格兰议会的会议上以表明君主的存在。权杖被用来触碰议会法案的印刷副本，以表示御准。马刺——骑士身份和骑士精神的象征——在1633年的苏格兰加冕典礼上呈现给查理一世；而马刺和加冕长袍则丢失了。1651年，查理二世在斯昆加冕时，苏格兰荣耀最后一次被用于加冕礼。由于奥利弗·克伦威尔在前一年入侵了苏格兰，爱丁堡城堡领主在同年12月向他的军队投降，苏格兰荣耀因此无法归还至原地。英国王冠上的珠宝已经被英联邦熔化并铸造成硬币。随着克伦威尔的军队向斯昆快速推进，1651年6月枢密院决定将它们安置在金卡丁郡的邓诺特城堡，这里是苏格兰荣耀保管人玛丽·沙尔伯爵的家族所在地。
它们被藏在羊毛麻袋里并带到邓诺塔，城堡的副总督巴罗斯的乔治·奥吉维爵士受命负责保管。1651年11月，克伦威尔的军队要求奥吉维投降，但他拒绝了。在随后的城堡封锁期间，乔治·奥吉维爵士的妻子伊丽莎白·道格拉斯和金尼夫教区教堂牧师詹姆斯·格兰杰的妻子克里斯蒂安·弗莱彻策划转移苏格兰荣誉荣耀。关于苏格兰荣耀的转移有两种说法。弗莱彻在1664年表示，在1652年2月和3月三次造访城堡期间，她带走了藏在麻袋中的王冠、权杖、宝剑和剑鞘。在18世纪，玛丽·沙尔伯爵的导师给出了另一个说法：苏格兰之光从城堡下放到海滩上，弗莱彻的仆人将它们装在海藻篓子里带走。弗莱彻和她的丈夫将苏格兰荣耀从城堡偷运出来后，将它们埋在金尼夫老教堂的地板下。
在1660年查理二世复辟时，苏格兰荣耀从金尼夫老教堂转移回爱丁堡城堡。1706年10月至1707年1月，在苏格兰议会关于《联合条约》的辩论期间，有传言称这些荣耀被带到英格兰融化了（联合后一段时间，一首淫秽歌曲暗示这些荣耀被融化，变成了安妮女王的一套假阳具）。为了减轻人们对这些宝物命运的担忧，1707年1月14日，议会修改了条约第24条，增加了一条规定：“......王冠、权杖和宝剑......将继续并且一直保存在联合王国现在称为苏格兰的地区，无论联合是否成功。”1707年3月25日议会休会，这些宝物不再有任何实际用途。它们被带至爱丁堡城堡的王冠室，安全地锁在一个巨大的橡木箱里，王冠室的入口用墙砖堵死。

### 19世纪

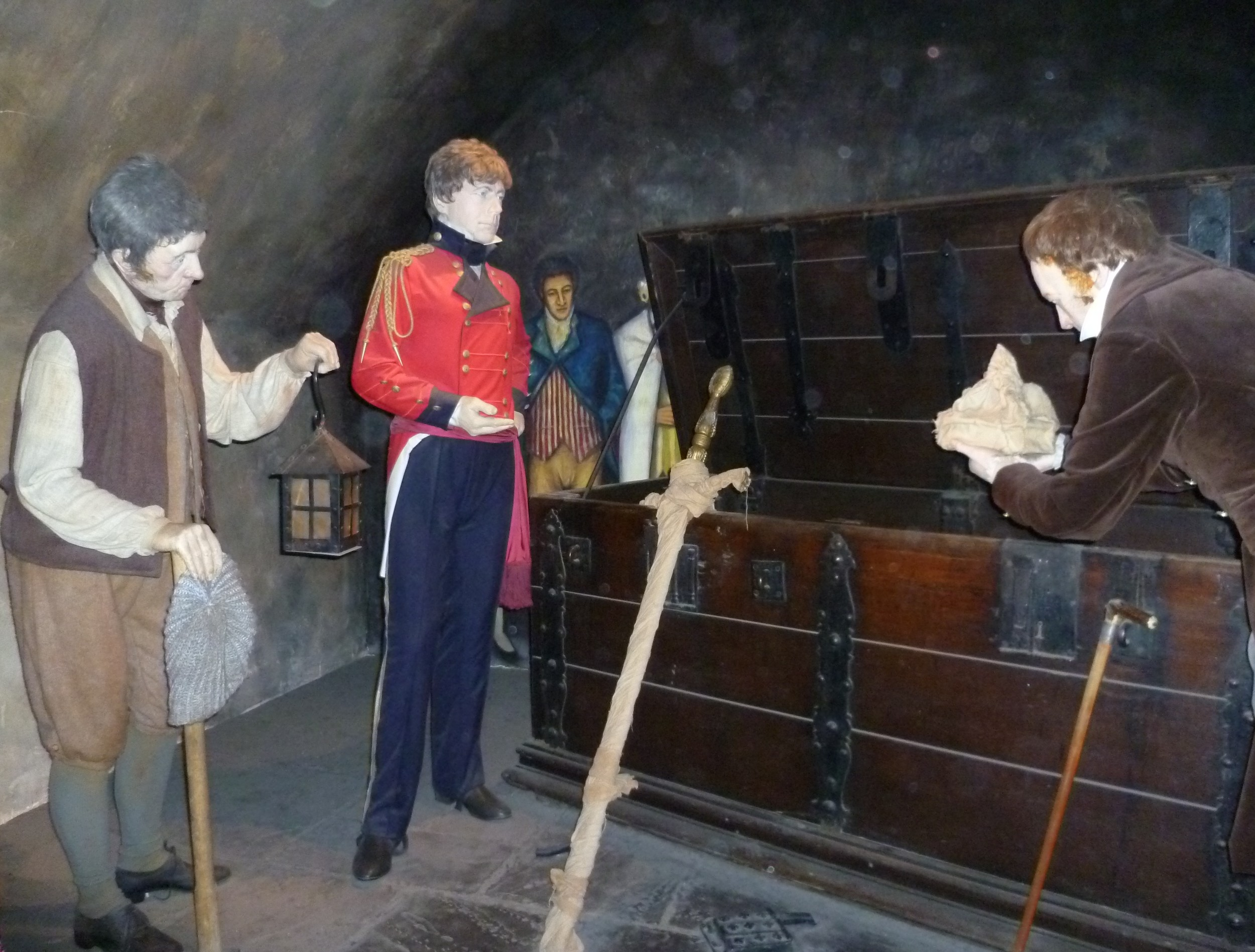
在爱丁堡城堡：1818 年重新发现苏格兰之光。

1817年10月28日，乔治四世颁布了一项皇家命令，授权指定的专员打开了王冠室的墙门。专员们是：格兰顿勋爵（最高法院院长）、博伊尔勋爵（最高法院书记官）、威廉·亚当（陪审团法庭首席专员）、约翰·霍普爵士少将（苏格兰总司令）、金凯德·麦肯齐（爱丁堡教务长）、詹姆斯·韦德博恩（副检察长）、小说家和历史学家沃尔特·司各特（最高法院书记官）、威廉·克拉克（陪审团法庭书记官）、亨利·贾丁（财政部副债款收取官）以及托马斯·汤姆逊（登记副书记官）。1818年2月4日，专员闯入王冠室。他们原本以为橡木箱会空空如也，但打开后却松了一口气，发现王冠、权杖和宝剑都和111年前一模一样。英国皇家旗在爱丁堡城堡上空升起，以庆祝这一历史性时刻。兴奋的欢呼声在城堡里回荡，公众聚集在城堡外听到了这一消息。1819年5月26日，这些荣耀在王冠室公开展示。守卫它们的是两名滑铁卢战役的老兵，身穿雅各布时代的自耕民服装。
1821年乔治四世加冕为国王，他于次年前往苏格兰，这是自1651年以来首位前往苏格兰的君主。1822年8月12日，苏格兰荣耀在游行队伍的陪同下护送至荷里路德宫。街道上充满了狂欢的气氛，人们排在街道两旁，从窗户里向外观看。三天后，国王来到王宫，象征性地触摸了王权服饰。在一周后离开之前，他参加了返回城堡的游行，苏格兰荣耀在那里一直保留到20世纪。

### 20世纪至今
1911年，在爱丁堡圣吉尔斯大教堂蓟花礼拜堂的正式开放仪式上，这把宝剑被呈现在乔治五世面前——这是自1822年以来，这把剑第一次离开爱丁堡城堡。在第二次世界大战期间，由于担心如果德国攻占英国，苏格兰荣耀可能会丢失，因此它们被藏在城堡里。王冠和斯图尔特珠宝被埋在抽水马桶的地板下，而权杖、宝剑和魔杖则藏在墙内。唯一知道隐藏地点的官员是乔治六世、苏格兰国务大臣、国王的追忆官和加拿大总督。1953年，它们在圣吉尔斯大教堂举行的全国感恩节仪式上呈獻给新加冕的伊丽莎白二世。时任首相的温斯顿·丘吉尔为了避免这项仪式被解读为苏格兰式的加冕典礼，建议女王穿得相对随意一些。
从1971年到1987年，这把剑被用于授予蓟花勋章——苏格兰最高骑士勋章。1996年，斯昆石被归还苏格兰，它与苏格兰荣耀一起被放置在王冠室。在20世纪90年代的整修期间，它们被暂时存放在爱丁堡的一家匿名银行里。1999年5月，苏格兰王冠在权力下放的苏格兰议会的第一次会议上呈现出来。它被放置在一个垫子上，官方给出的理由是它过于脆弱，不适合佩戴。
2018年发起了翻新“过期”苏格兰荣耀的展览并改善无障碍设施的计划。
苏格兰王冠于2022年9月12日在圣吉尔斯大教堂举行的葬礼上被放置在伊丽莎白二世女王的棺材上陪伴着女王。

### 王冠
苏格兰王冠的准确铸造时间不得而知出来，但在詹姆斯四世的肖像中可以看到它在1540年之前的样子。这幅肖像在《荣誉之书》中，于1503年为纪念詹姆斯四世与玛格丽特·都铎的联姻随著。1532年，詹姆斯五世在王冠上加上了拱门，使其成为皇家王冠，象征着国王在自己领地的地位：不服从任何人，只服从上帝。拱门最初作为图案标志出现在詹姆斯三世统治下的硬币上。他于1469年宣称“在他的领土内他拥有完全的管辖权和自由的侵犯权”。

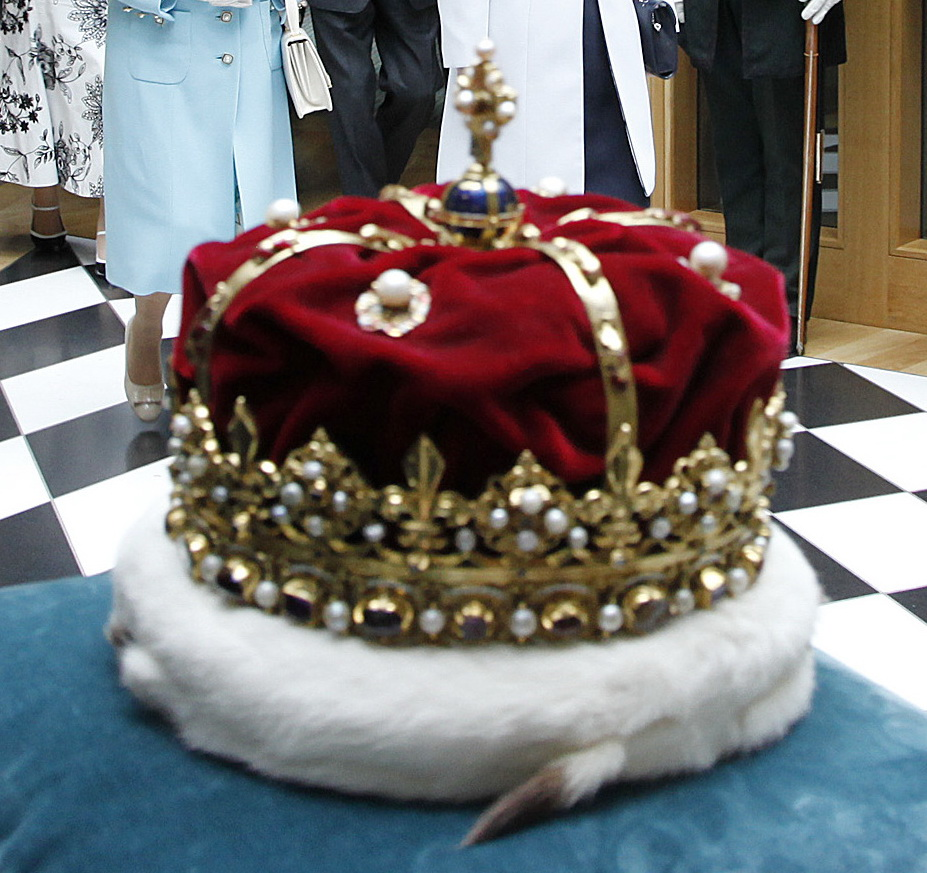
苏格兰王冠的特写

1540年，爱丁堡金匠约翰·莫斯曼（John Mosman）将王冠底座熔化并重铸，在原来的20颗宝石的基础上增加了22颗宝石，并增加了1.2公斤苏格兰黄金。詹姆斯五世于同年在荷里路德修道院首次佩戴它参加他妻子的加冕典礼。它重1.6公斤，底座上装饰着交替的百合花和十字花。四個弓形拱的匯集處上方則鑲嵌有塗覆藍色珐琅球體，球體顶部是一個金製十字架，裝飾有黑色珐琅、珍珠與紫水晶。最初，紫色天鹅绒帽子是由爱丁堡的托马斯·亚瑟（Thomas Arthur）制造的。詹姆斯七世将其改为红色帽子，现在的帽子可追溯至1993年。中间有一颗大珍珠的四个金色饰物附着在王冠拱门之间。

### 权杖
苏格兰权杖是教皇亚历山大六世于1494年赠予詹姆斯四世的礼物，1536年为詹姆斯五世进行了改造和加长。权杖在意大利以镀银制作，尖顶部分由岩石抛光制成。权杖风格怪异，包含了象征基督教的图案：代表教会的海豚图案印在权杖顶部，另外还有圣母玛利亚抱着婴儿基督的图像，圣詹姆斯大帝和圣安德鲁拿着苏格兰旗帜的图像。

### 宝剑
苏格兰宝剑也是来自教皇的礼物——教皇尤利乌斯二世在1507年将其赠送给詹姆斯四世（见受祝福的剑和帽子）。它由多梅尼科·达·苏特里（Domenico da Sutri）制造，取代了1502年一把本地铸造的剑。刀刃部分长99厘米，刻有圣彼得和圣保罗的形象，以及朱利叶斯二世的名字。镀银剑柄长38.7厘米，刻有橡树叶和橡子图案，握柄上方有海豚形状的十字护手。宝剑配有木制刀鞘，以深红色天鹅绒包边，饰有镀银浮雕工艺，悬挂在一条带有镀银带扣的金线丝绸腰带上。

## 延伸阅读
- Chris Tabraham. . Historic Environment Scotland. 2019. ISBN 978-1-84917-275-2.